# Theodor Pallady
Theodor Pallady (n. 11 aprilie 1871, Iași, România – d. 16 august 1956, București, România) a fost un pictor român, membru al avangardei artistice românești.
În anul 2012 a fost declarat membru post-mortem al Academiei Române.

## Date biografice
Theodor Pallady a fost fiul lui Ioan sau Iancu Pallady, căsătorit cu Maria Cantacuzino, sora mai mare a diplomatului Neculai B. Cantacuzino. Theodor s-a născut în Iași și a copilărit atât la Perieni (Tutova), unde părinții săi aveau o moșie, cât și la Iași. A urmat liceul ,,Sf. Gheorghe“ din București și, la dorința părinților, s-a înscris la Școala de Poduri și Șosele, pe care a părăsit-o, mutându-se la Politehnica din Dresda.
Theodor Pallady a studiat mai întâi ingineria la Politehnica din Dresda (1887-1889), luând în același timp lecții de desen și pictură cu Erwin Oehme, care, recunoscându-i înzestrarea artistică, îl sfătuiește să plece la Paris. În capitala Franței lucrează în atelierul lui Edmond Aman-Jean și se înscrie la Académie des Beaux-Arts. În 1892 intră în atelierul lui Gustave Moreau unde va avea colegi pe Henri Matisse, cu care leagă o strânsă prietenie, pe Georges Rouault și pe Albert Marquet. Mai târziu frecventează clasa lui Puvis de Chavannes, de la care preia mai ales finețea desenului și strălucirea culorilor, fără a-i urma principiile estetice academizante.
În 1904 se întoarce în țară și expune la Ateneul Român și la Saloanele Oficiale. Menține însă legătura cu Parisul, unde deschide mai multe expoziții personale, până în anul 1940. Expune la Bienala din Veneția în anii 1924, 1940 și 1942. 
Cu o formație complexă, provenită din rigoarea școlii germane unită cu simbolismul promovat de Moreau, folosind experimentele din cadrul curentului Art Nouveau și ale prietenilor săi, care vor pune bazele fovismului, Pallady își găsește curând drumul său propriu. Prietenia sa cu Matisse, legăturile cu spiritul artei franceze explică numeroasele raporturi cu ceea ce se va numi École de Paris.  Totuși Pallady nu va adera la programul estetic promovat de aceste curente artistice. Aspirația către o arhitectură simplă, către o logică liniară a proporțiilor domină arta lui Pallady, care refuză grandilocvența, sentimentalitatea și pitorescul ieftin, făcând evidentă orientarea sa structurală spre compoziția clasică. Sensibilitatea sa controlată este dublată de o supremă asceză a spiritului, într-o unitate care îl distinge de lirismul post-impresionist.
Predilecția lui Pallady pentru natura moartă denotă dorința de a reda într-un tablou un fragment din realitatea universală, în toată poezia și armonia sa. Renunțarea la pictarea peisajelor naturale dă impresia unei căutări a semnificației concentrate în corola unei flori, într-un fruct sau în frunzele adăugate obiectelor cotidiene. Aportul picturii lui Cézanne nu este de loc neglijabilă pentru formația lui Pallady, însă cu siguranță reflexiile sale asupra picturii medievale române au jucat un rol tot atât de important.
Pentru peisajele sale pariziene, Pallady alegea mai ales locurile din vecinătatea Senei, atât pentru a sugera tremorul luminii pe suprafața apei, cât și pentru a reda planurile unui peisaj, unde zidăria caselor, frunzișul arborilor, mișcarea orizontală a fluviului formează o gamă de culori perfect unitară într-o imagine coerentă.
Theodor Pallady rămâne fără îndoială unul din cei mai prestigioși artiști moderni, păstrându-și întreagă ambiția de a fi un pictor "din toate timpurile".
La împlinirea a 85 de ani, în 1956, a primit titlul de Maestru emerit al artei, organizându-se Expoziția retrospectivă „Theodor Pallady“. Curând după aceea, la 16 august 1956, a trecut în lumea celor drepți.

## Muzeul Theodor Pallady

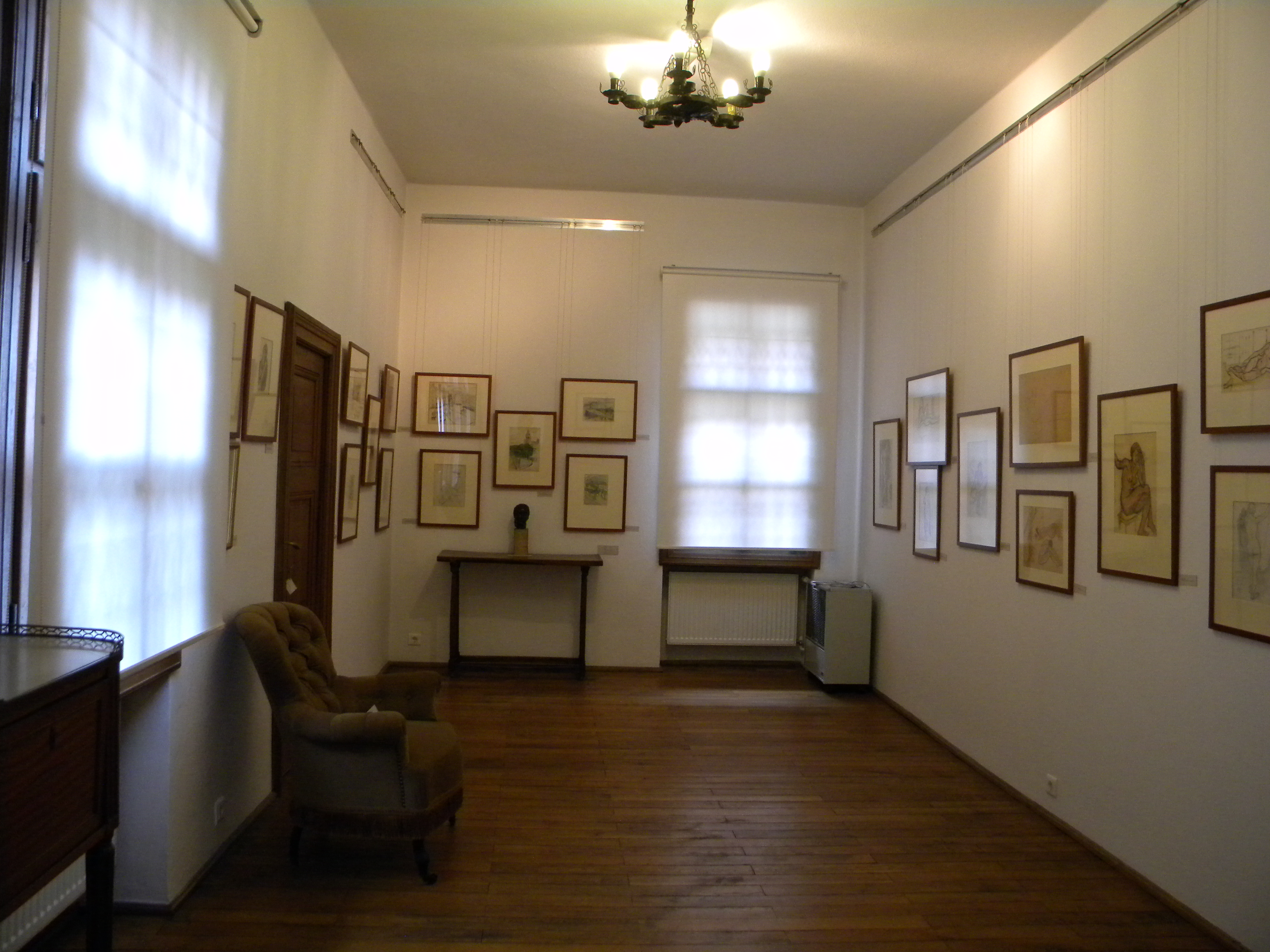
Muzeul „Theodor Pallady”

Casa Melik, aflată în București, pe strada Spătarului 22, sector 2, care a fost construită în 1750-1760 de către armeanul Hagi Kevork Nazaretoglu, găzduiește azi Muzeul „Theodor Pallady”, în care sunt expuse tablouri pictate pe pânză de Pallady precum și peste 800 desene cu peisaje, nuduri, portrete sau interioare, reprezentative pentru perioada pariziană a lui Pallady. Clădirea este astăzi cea mai veche casă din București și este inclusă pe lista monumentelor sub codul LMI: B-II-m-A-19723.
În curtea muzeului se găsește statuia lui Theodor Pallady, realizată din bronz, operă a sculptorului român Gheorghe D. Anghel.

## Distincții
- titlul de Maestru Emerit al Artei din Republica Populară Romînă (14 mai 1956) „pentru merite deosebite în domeniul creației plastice, [...] cu ocazia împlinirii a 85 ani de viață”[11]